# Dysphania atriplicifolia
Dysphania atriplicifolia es una especie de planta anual perteneciente a la familia Amaranthaceae. Es nativa del centro de América del Norte, pero se está extendiendo y se ha reportado ocasionalmente en zonas remotas desde California a Maine en la pradera canadiense. Se considera una especie introducida fuera del centro de América del Norte.

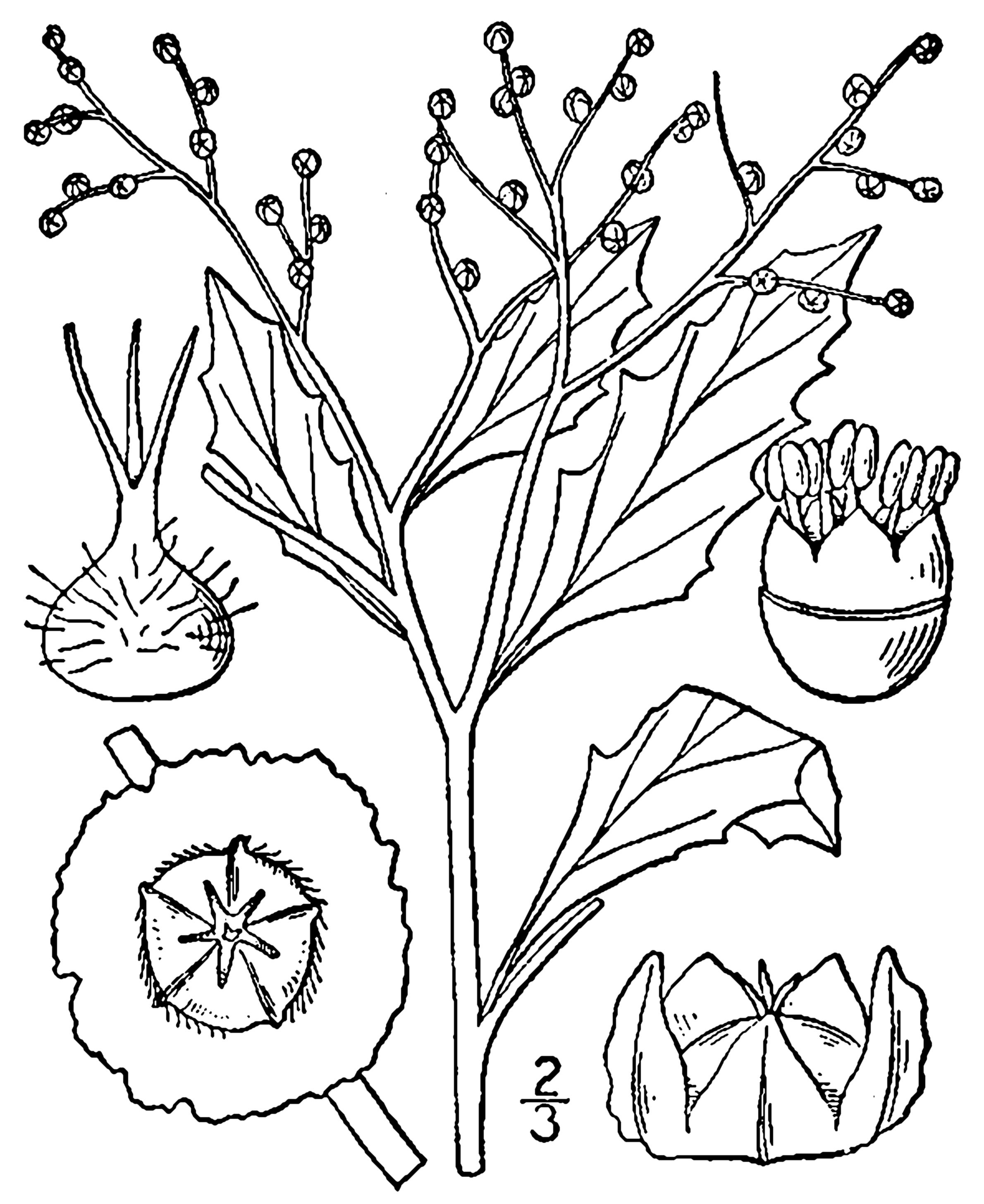
Ilustración de la especie (bajo su sinónimo Cycloloma atriplicifolium) en An illustrated flora of the northern United States, Canada and the British Possessions, Nathaniel Lord Britton y Addison Brown, Vol. 2: 16, 1913.

## Descripción
Es una hierba anual que forma una espesa mata redondeada de color verde pálido que puede superar el medio metro de altura. Está ramificada de forma  muy intrincada, con hojas dentadas que se producen cerca de la base. Las flores son pequeñas y producen frutas inmaduras con un ala membranosa casi transparente. En el otoño, la planta forma una planta rodadora. El fruto es un utrículo de unos 2 milímetros de largo que contiene una sola semilla. Las semillas se consumen como alimento básico de los pueblos nativos americanos incluyendo los zuñi y los jopi.

## Taxonomía
La especie fue descrita inicialmente como Salsola atriplicifolia por Kurt Polycarp Joachim Sprengel y publicada en Der botanische Garten der Unversitát zu Halle . . . 1: 35, en 1801, hoy en día es tanto un sinónimo como el basónimo de esta. Posteriormente, sería transferida al género Cycloloma por John Merle Coulter en Memoirs of the Torrey Botanical Club 5(10): 143, en 1894, nombre científico que también es un sinónimo de esta actualmente; y ulteriormente, sería transferida al género Dysphania por Gudrun Kadereit, Alexander Petrovichen Sukhorukov y Pertti Johannes Uotila en Taxon 70(3): 542, en 2021.

#### Etimología
Véase: Dysphania
atriplicifolia: epíteto latino que significa "de hojas parecidas a Atriplex", en referencia a la similitud en la apariencia de la planta con las especies de susodicho género.